# لي جاي-سونغ
لي جاي-سونغ (هانغل: 이재성) هو لاعب كرة قدم كوري جنوبي في مركز الدفاع، ولد في 6 يونيو 1985 في جوانج يانج في كوريا الجنوبية. لعب مع تشونام دراغونز.

## وصلات خارجية
- لي جاي-سونغ على موقع دوري كوريا الجنوبية (الإنجليزية)